# Сезон Швейцарської НЛБ 1994—1995
Національна ліга В 1994—1995 — 48-й чемпіонат Швейцарії з хокею (Національна ліга В), чемпіоном став Лозанна.

## Регламент
Згідно з регламентом, у лізі виступало 10 клубів, що провели між собою по чотири гри. Найкраща вісімка на другому етапі у плей-оф виявила чемпіона Ліги. Два найгірші на другому етапі виявили один клуб, що вибув до першої ліги.

## Підсумкова таблиця
| М.  | Команда       | І  | В  | Н | П  | Ш       | О  |
| --- | ------------- | -- | -- | - | -- | ------- | -- |
| 1.  | Лозанна       | 36 | 30 | 2 | 4  | 215:100 | 62 |
| 2.  | Грассгоппер   | 36 | 20 | 6 | 10 | 149:102 | 46 |
| 3.  | Тургау        | 36 | 20 | 4 | 12 | 135:104 | 44 |
| 4.  | Ла Шо-де-Фон  | 36 | 18 | 2 | 16 | 151:135 | 38 |
| 5.  | Лангнау       | 36 | 16 | 5 | 15 | 157:153 | 37 |
| 6.  | ХК «Кур»      | 36 | 16 | 4 | 16 | 146:162 | 36 |
| 7.  | СК «Герізау»  | 36 | 14 | 3 | 19 | 127:152 | 31 |
| 8.  | Ольтен        | 36 | 12 | 6 | 18 | 133:173 | 30 |
| 9.  | ХК «Мартіньї» | 36 | 11 | 5 | 20 | 124:164 | 27 |
| 10. | Ажуа          | 36 | 4  | 1 | 31 | 105:197 | 9  |

## Плей-оф

### Чвертьфінали
- Лозанна – Ольтен 3:0 (13:4, 4:2, 8:1)
- Тургау – ХК «Кур» 3:0 (7:5, 7:1, 5:3)
- Ла Шо-де-Фон – Лангнау 1:3 (3:5, 2:3 ОТ, 3:2, 3:11)
- Грассгоппер – СК «Герізау» 3:1 (4:5, 5:4 ОТ, 7:4, 8:1)

### Півфінали
- Лозанна – Лангнау 3:0 (9:2, 4:3 ОТ, 8:4)
- Грассгоппер – Тургау 3:0 (3:2 ОТ, 3:0, 6:3)

### Фінал
- Лозанна - Грассгоппер 3:2 (3:6, 2:1, 5:2, 4:5, 8:0)

## Втішний раунд
- ХК «Мартіньї» — Ажуа 4:3 (3:1, 2:0, 4:5, 1:4, 8:2, 3:4 ОТ, 6:4)